# Warwick Airport
Warwick Airport är en flygplats i Australien. Den ligger i regionen Southern Downs och delstaten Queensland, omkring 130 kilometer sydväst om delstatshuvudstaden Brisbane. Warwick Airport ligger 460 meter över havet.
Närmaste större samhälle är Warwick, omkring 12 kilometer sydost om Warwick Airport.
I omgivningarna runt Warwick Airport växer huvudsakligen savannskog. Runt Warwick Airport är det mycket glesbefolkat, med 3 invånare per kvadratkilometer. Genomsnittlig årsnederbörd är 954 millimeter. Den regnigaste månaden är januari, med i genomsnitt 190 mm nederbörd, och den torraste är augusti, med 27 mm nederbörd.